# Mediano d'apertura

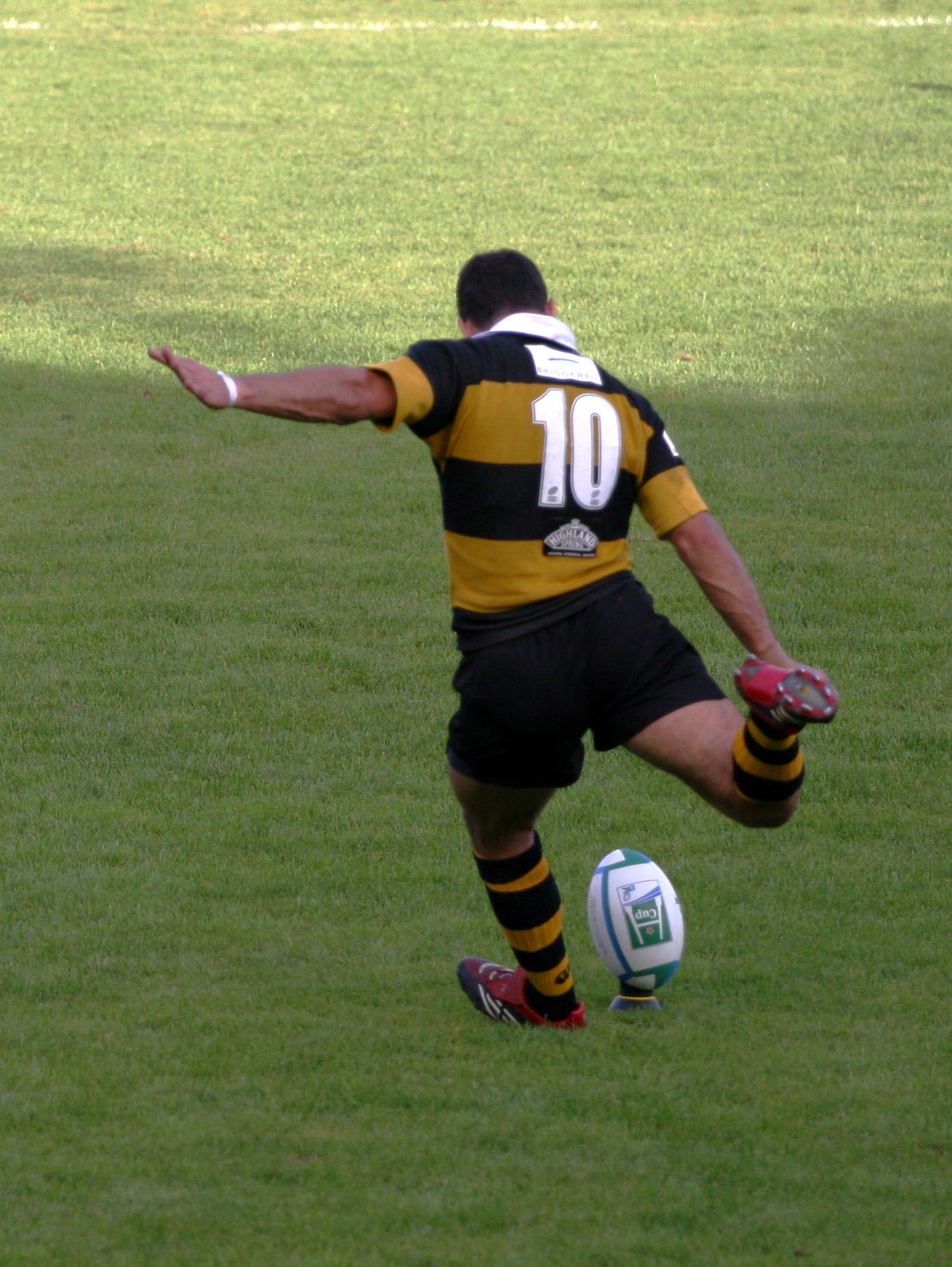
Un mediano d'apertura, riconoscibile dalla maglia numero dieci, batte un calcio piazzato.

Il mediano d'apertura, o talora più semplicemente apertura (ingl. Fly half, fr. Demi d'ouverture ) è un ruolo del rugby.
È uno dei più importanti ruoli sul campo da gioco, infatti il mediano d'apertura decide le strategie di gioco da attuare durante una partita, tra le quali: calciare la palla per ottenere un vantaggio tattico, passare la palla ai trequarti, passare la palla nuovamente ad un giocatore di mischia o avanzare mantenendo il possesso del pallone.
Il mediano d'apertura ideale deve essere veloce e possedere una buona progressione nella corsa, deve essere in grado di prendere velocemente delle decisioni, di dirigere il movimento in fase di difesa o di attacco, deve essere un ottimo calciatore, deve avere buone capacità nel maneggiare la palla e di mantenere la calma, se posto sotto pressione. Forti affinità per la posizione di comando sono necessarie per poter ricoprire questo ruolo, così come buone capacità nel gioco di difesa.
Le partite spesso non vengono vinte solo segnando più mete, e il mediano di apertura, che è anche colui a cui spesso sono affidati i calci di punizione e di trasformazione (nella maggior parte dei casi), può risultare il giocatore più importante durante una partita riuscendo a concretizzare il lavoro di squadra.
A questa posizione ci si riferisce spesso con il nome di "out-half", soprattutto in Irlanda, e con il nome di "first five-eighths" in Nuova Zelanda (riferendosi al primo centro con il nome di "second five-eighths"), oltreché il più comune "fly half" . Il numero sulla maglia che caratterizza il Mediano d'apertura è il 10.
Alcuni fra i migliori mediani d'apertura in attività sono Finn Russell (Scozia), Beauden Barrett (Nuova Zelanda) e Romain Ntamack (Francia). Altri ottimi giocatori in questo ruolo sono George Ford e Owen Farrell (Inghilterra), Dan Biggar (Galles), Bernard Foley e Quade Cooper (Australia), Aaron Cruden (Nuova Zelanda), Handré Pollard (Sudafrica) e Paolo Garbisi (Italia).
Alcuni mediani d'apertura presenti nella International Rugby Hall of Fame sono: 
- Grant Fox (Nuova Zelanda)
- Barry John (Galles e Lions)
- Mark Ella (Australia)
- Cliff Morgan (Galles e Lions)
- Hugo Porta (Argentina)
- Jack Kyle (Irlanda e Lions)
- Michael Lynagh (Australia)
- Phil Bennett (Galles e Lions)
- Naas Botha (Sud Africa)